# Tenacità (terreno)
La tenacità del terreno in agronomia è una proprietà fisica che esprime la resistenza opposta alla penetrazione di un corpo.
Tale proprietà deriva dal potere colloidale del terreno e dal suo stato strutturale ed è perciò correlata al tenore di particelle dotate di proprietà colloidali, al tipo di colloidi e alle forze di coesione che si instaurano nella frazione solida del terreno. L'intensità delle forze di coesione è a sua volta correlata alla presenza dell'acqua e, in generale, diminuisce all'aumentare dell'umidità. Ne consegue che i terreni più tenaci sono quelli ad alto tenore in argilla, a struttura granulare o mal strutturati (con struttura concrezionata) e con umidità molto bassa.
La tenacità si misura empiricamente con appositi strumenti, come il penetrometro e la vanga dinamometrica, ed è espressa sotto forma di lavoro.

## Aspetti agronomici
La tenacità rappresenta un difetto del terreno in quanto rende oneroso sia il lavoro manuale sia, sotto l'aspetto economico, il lavoro meccanico, con particolare riferimento alle lavorazioni del terreno.
Per quanto riguarda il lavoro manuale, l'elevata tenacità di un terreno richiede un maggiore sforzo fisico e, oltre certe soglie, rende impossibile l'uso di determinati attrezzi, come la vanga o, più in generale, gli strumenti la cui penetrazione è basata sulla forza di gravità.
Per quanto riguarda il lavoro meccanico, a parità di condizioni l'elevata tenacità richiede una maggiore forza di trazione e, di conseguenza, una maggiore massa della macchina motrice combinata con una maggiore potenza al gancio di traino. Il tutto si traduce perciò in un incremento dei costi fissi, per l'investimento in macchine di maggiore potenza, e dei costi variabili, per il maggior consumo di carburante e lubrificanti. A questi si aggiunge inoltre un incremento dei costi di manutenzione a causa della maggiore usura a cui sono soggetti gli organi lavoranti.